# Robert Schlienz
Robert Schlienz (Zuffenhausen, 3 febbraio 1924 – 19 giugno 1995) è stato un calciatore tedesco, di ruolo centrocampista.

## Carriera

### Nazionale
Ha collezionato 3 presenze con la propria nazionale.

## Statistiche

### Cronologia presenze e reti in Nazionale
| Cronologia completa delle presenze e delle reti in nazionale ― Germania Ovest | Cronologia completa delle presenze e delle reti in nazionale ― Germania Ovest | Cronologia completa delle presenze e delle reti in nazionale ― Germania Ovest | Cronologia completa delle presenze e delle reti in nazionale ― Germania Ovest | Cronologia completa delle presenze e delle reti in nazionale ― Germania Ovest | Cronologia completa delle presenze e delle reti in nazionale ― Germania Ovest | Cronologia completa delle presenze e delle reti in nazionale ― Germania Ovest | Cronologia completa delle presenze e delle reti in nazionale ― Germania Ovest |
| Data                                                                          | Città                                                                         | In casa                                                                       | Risultato                                                                     | Ospiti                                                                        | Competizione                                                                  | Reti                                                                          | Note                                                                          |
| ----------------------------------------------------------------------------- | ----------------------------------------------------------------------------- | ----------------------------------------------------------------------------- | ----------------------------------------------------------------------------- | ----------------------------------------------------------------------------- | ----------------------------------------------------------------------------- | ----------------------------------------------------------------------------- | ----------------------------------------------------------------------------- |
| 28-5-1955                                                                     | Amburgo                                                                       | Germania Ovest                                                                | 2 – 1                                                                         | Irlanda                                                                       | Amichevole                                                                    | -                                                                             |                                                                               |
| 14-3-1956                                                                     | Düsseldorf                                                                    | Germania Ovest                                                                | 1 – 2                                                                         | Paesi Bassi                                                                   | Amichevole                                                                    | -                                                                             |                                                                               |
| 26-5-1956                                                                     | Berlino                                                                       | Germania Ovest                                                                | 1 – 3                                                                         | Inghilterra                                                                   | Amichevole                                                                    | -                                                                             |                                                                               |
| Totale                                                                        |                                                                               | Presenze                                                                      | 3                                                                             |                                                                               | Reti                                                                          | 0                                                                             |                                                                               |

## Palmarès

### Club

#### Competizioni nazionali
- Campionato tedesco: 2

Stoccarda: 1949-1950, 1951-1952
- Coppa di Germania: 2

Stoccarda: 1953-1954, 1957-1958